# 1885 en football
Cet article présente les faits marquants de l'année 1885 en football.

## Clubs fondés en 1885
- en Angleterre :
  - fondation du club de Bury Football Club, basé à Bury.
  - fondation du club de Chester City Football Club, basé à Chester.
  - fondation du club de Lewes Football Club, basé à Lewes.
  - fondation du club de Luton Town Football Club, basé à Luton.
  - fondation du club de Millwall Football Club basé dans la banlieue sud de Londres.
  - fondation du club de Southampton Football Club, basé à Southampton.
- au Danemark :
  - fondation du club de Aalborg Boldspilklub, basé à Aalborg.
- en Écosse :
  - fondation du club de Dunfermline Athletic Football Club, basé à Dunfermline.
  - fondation du club de St Johnstone Football Club, basé à Perth.

## Février
- Février : affluence record au Four Acres à l'occasion d'un match de FA Challenge Cup opposant West Bromwich Albion FC à Burnley FC : 16 393 spectateurs.
- 28 février : à Glasgow (Hampden Park), finale de la 12e édition de la Coupe d'Écosse. Renton bat Vale of Leven : 3-1. 5 500 spectateurs.
- 28 février : 1re journée du British Home Championship, et à Manchester (Whelley Range), l'Angleterre s'impose 4-0 face à l'Irlande. 6 000 spectateurs.

## Mars
- 14 mars : seconde journée du British Home Championship : 
  - à Blackburn (Leamington Road), le pays de Galles et l'Angleterre : 1-1. 7 500 spectateurs.
  - à Glasgow (Hampden Park), l'Écosse s'impose 8-2 face à l'Irlande. 5 000 spectateurs.
- 21 mars : 3e journée du British Home Championship et à Londres (Kennington Oval), l'Écosse et l'Angleterre se séparent sur un match nul 1-1. 8 000 spectateurs.
- 23 mars : 4e journée du British Home Championship et à Wrexham (Racecourse Ground), l'ÉcosseÉcosse s'impose 1-8 face au pays de Galles. 3 000 spectateurs. L'Écosse remporte la deuxième édition du British Home Championship.

## Avril
- 4 avril : finale de la 14e FA Challenge Cup (116 inscrits). Blackburn Rovers 2, Queen's Park FC 1. 12 500 spectateurs au Kennington Oval.
- 11 avril : à Belfast (Ballynafeigh Park), le pays de Galles s'impose 2-8 sur l'Irlande. 2 000 spectateurs

## Juillet
- 20 juillet : après deux ans de débats, la FA autorise le professionnalisme, mais tient à encadrer ce statut. Les autres fédérations britanniques (surtout les Écossais), mais aussi la Sheffield Association sont opposées à cette évolution.

## Naissances
- 15 février : Albert Jenicot, footballeur français. (†  22 février 1916).
- 13 mars : Julien du Rhéart, footballeur français. († 29 janvier 1963).
- 23 mars : Izidor Kürschner, footballeur puis entraîneur hongrois. († 13 octobre 1941).
- 1er avril : Émile Sartorius, footballeur français. († novembre 1933).
- 6 avril : Arthur Brown, footballeur anglais. († 27 juin 1944).
- 8 avril : 
  - Albert Schaff, footballeur français. († 21 avril 1968).
  - Louis Schubart, footballeur français. († 23 novembre 1954).
- 17 avril :
  - Lucien Letailleur, footballeur français. († 15 mars 1957).
  - Toine van Renterghem, footballeur néerlandais. († 1er mars 1967).
- 21 avril : Harry Hampton, footballeur anglais. († 15 mars 1963).
- 26 avril : Marcello Bertinetti, épéiste et sabreur ainsi que footballeur italien. († 31 juillet 1967).
- 11 mai : Raymond Gigot, footballeur français. († 1915).
- 12 mai : Georges Bilot, footballeur français. († 9 février 1964).
- 15 mai : Jimmy Brownlie, footballeur puis entraîneur écossais. († 29 décembre 1973).
- 19 mai : Bjørn Rasmussen, footballeur danois. († 9 août 1962).
- 30 mai : Ernest Guéguen, footballeur français. († 1915).
- 23 juin : Joseph Delvecchio, footballeur français. († 20 mars 1971).
- 9 juillet : Caius Welcker, footballeur néerlandais. († 13 février 1939).
- 10 juillet : Francisco Olazar, footballeur puis entraîneur argentin. († 25 septembre 1958).
- 27 août : Adrien Filez, footballeur français. († 15 octobre 1965).
- 10 septembre : Albert Shepherd, footballeur anglais. († 8 novembre 1929).
- 1er octobre : Bert Freeman, footballeur anglais. († 11 août 1955).
- 7 novembre : José Durand Laguna, footballeur argentin. († 1965).
- 19 novembre : Raoul Gressier, footballeur français. († 1915).
- 20 novembre : George Holley, footballeur anglais. († 27 août 1942).
- 25 décembre : Jock Simpson, footballeur anglais. († 4 janvier 1959).